# (27789) Astrakhan
(27789) Astrakhan ist ein Asteroid des Hauptgürtels. Er wurde am 23. Januar 1993 vom belgischen Astronomen Eric Walter Elst am La-Silla-Observatorium (IAU-Code 809) der Europäischen Südsternwarte in Chile entdeckt.
Der Asteroid wurde nach dem Khanat Astrachan benannt, einem durch den Zusammenbruch des Reichs der goldenen Horde entstandenen Feudalstaat am unteren Flusslauf der Wolga.